# Duguetia duckei
Duguetia duckei este o specie de plante angiosperme din genul Duguetia, familia Annonaceae, descrisă de Robert Elias Fries. Conform Catalogue of Life specia Duguetia duckei nu are subspecii cunoscute.